# Reserva binupcial
La reserva binupcial és una limitació imposada a la persona sobre determinats béns que comporta que estigui gravada amb la càrrega de la restitució dels mateixos a certes persones en el moment de la seva mort.
La reserva binupcial té el seu origen en el Dret Romà (Novel·les 2 i 22; C 5,9) i és una institució que troba el seu fonament en el recel que històricament han suscitat les segones i ulteriors noces del cònjuge supervivent, en particular quan hi ha fills comuns (una altra manifestació és la limitació que estableix la Lex Hac Edictali). Per tal de protegir a aquests darrers, s'establia que quan el pare o la mare vidu que tenia fills de l'anterior matrimoni tornava a casar-se, veia limitada la facultat de disposició lliure dels béns que d'una manera directa o indirecta havia rebut del consort difunt, béns que, des del moment que es produïa el nou matrimoni, passaven a ser propietat dels fills, quedant-li al cònjuge supervivent l'usdefruit d'aquests. Així mateix, aquesta atribució de dret era legal i la distribució entre els fills es produïa per parts iguals. Aquesta reserva i règim trobava el seu fonament en la presumpció que aquella hauria estat la voluntat del causant.
En l'evolució de la institució es va admetre que el cònjuge supervivent pogués tenir facultats per a distribuir, entre els reservataris, els béns objecte de la reserva.